# Neomanobia thyodes
Neomanobia thyodes là một loài bướm đêm trong họ Noctuidae.